# Eurytoma danuvica
Eurytoma danuvica är en stekelart som beskrevs av Erdös 1955. Eurytoma danuvica ingår i släktet Eurytoma, och familjen kragglanssteklar. Arten är reproducerande i Sverige.